# 惠特莫爾 (密歇根州)
惠特莫爾（英語：Whittemore）是一個位於美國密歇根州艾奧斯科縣的城市。

## 人口
根據2020年美國人口普查的數據，惠特莫爾的面積為2.65平方千米，當中陸地面積為2.65平方千米，而水域面積為0.00平方千米。當地共有人口414人，而人口密度為每平方千米156人。